# Río Merkulaika
El río Merkulaika (del ruso: Меркулайка) es un río de la república de Adiguesia, en Rusia, afluente por la izquierda del río Sajrai, que vierte sus aguas en el Daj, que desemboca en el Bélaya, tributario del río Kubán.

## Curso
Nace en las vertientes septentrionales del Cáucaso, 5 km al sudeste de Merkulayevka (44°08′09″N 40°11′45″E / 44.13583, 40.19583). Tiene unos 11 km de longitud y desemboca en el Sajrai pasada la citada localidad (44°11′08″N 40°17′13″E / 44.18556, 40.28694).